# Abcde
Abcde (phát âm là /ˈæbsədiː/ ) là một tên người Hoa Kỳ cho người nữ. Có khoảng 328 con gái có tên là Abcde trong Hoa Kỳ trong thời điểm từ năm 1990 tới 2014. Tính đến năm 2017, 373 người phụ nữ có Abcde làm tên của họ. Tên này dựa trên năm chữ cái đầu tiên của bảng chữ cái tiếng Anh theo thứ tự. Nó không có ý nghĩa hay nguồn gốc.
Vào tháng 11 năm 2018, một cô bé 5 tuổi tên Abcde bị chế nhạo bởi một nhân viên Southwest Airlines ở Sân bay John Wayne ở Santa Ana, California. Tin tức về vụ việc  buộc hãng hàng không phải xin lỗi công khai và phê bình  nhân viên đó.